# 奇卡考
奇卡考（西班牙語：Chicacao），是危地馬拉的城鎮，位於該國西南部，由蘇奇特佩克斯省負責管轄，面積216平方公里，海拔高度494米，2002年人口42,943，人口密度每平方公里198.81人。